# Iglesia de las Almas del Purgatorio (Trapani)
La iglesia de las Almas del Purgatorio es una iglesia que domina la plaza del Purgatorio, en la Via San Francesco d'Assisi en la ciudad de Trapani.
Importante para el culto católico, es sede durante el año de los "20 grupos escultóricos" de la procesión de los misterios, durante la Semana Santa.

## Historia

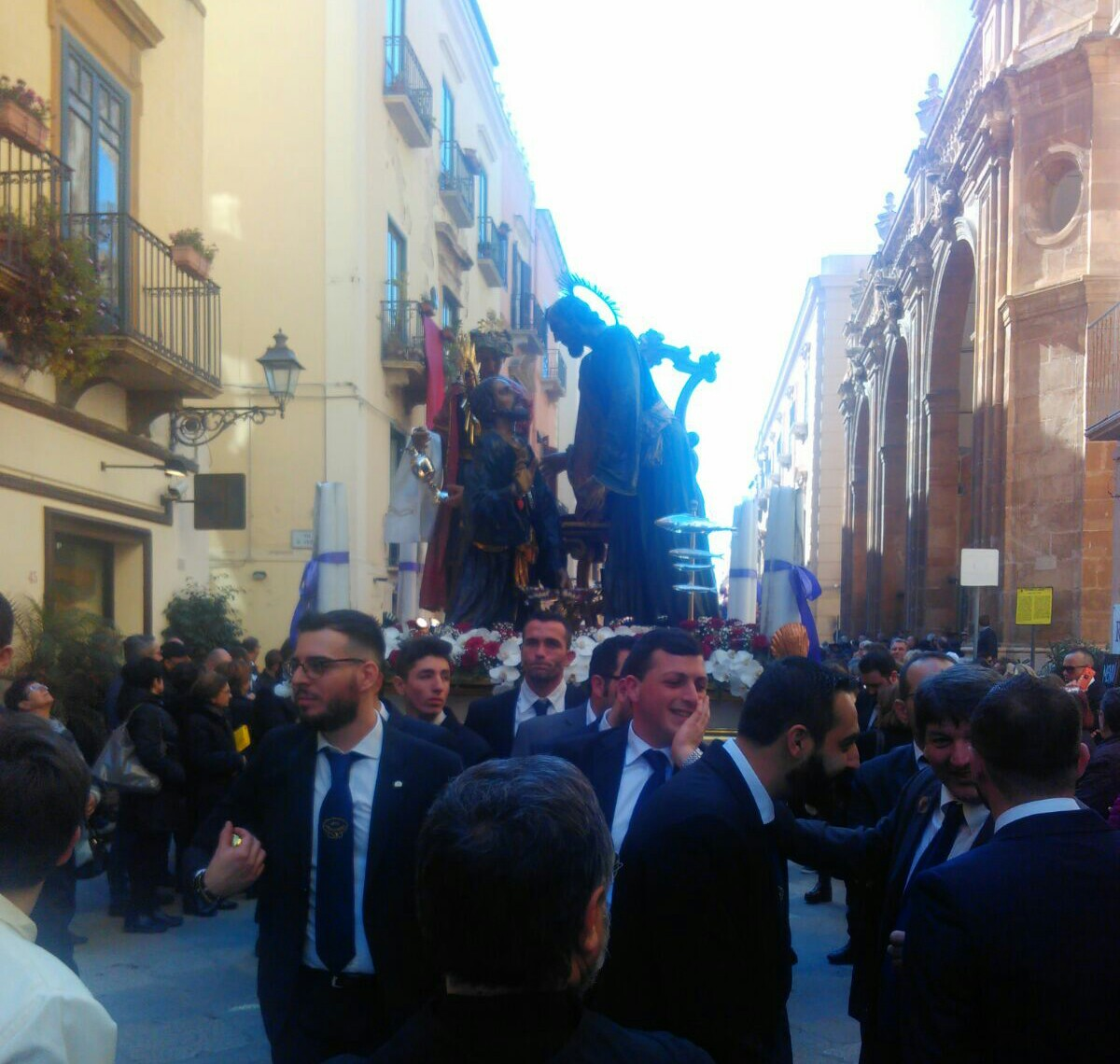
Uno de los grupos de los Misterios de Trapani, conservados en la iglesia.

### Era española
Iniciada en 1688 según un proyecto de Don Pietro Castro, mientras que la fachada, de 1712, fue diseñada por el arquitecto de Trapani Giovanni Biagio Amico, que está enterrado en la iglesia, en realidad la Cofradía de San Michele permanece en la memoria perenne. Arcangelo, en 1975, colocó una placa de mármol visible en la nave derecha, junto a la sacristía.

### Era contemporánea
Dañado durante los bombardeos de la Segunda Guerra Mundial, fue reabierto al culto en 1962. En su interior alberga los 20 grupos sagrados de la centenaria Procesión de los Misterios de Trapani durante todo el año.

## Descripción

### Fachada
Está dividido en dos órdenes y adornado con doce estatuas de piedra estucada que representan a los doce Apóstoles y a Jesús, obras creadas por Alberto Orlando. El impulso de la parte central, superior y el movimiento en el orden inferior desarrollan los efectos dinámicos de la arquitectura barroca, apartándose de la moda neoclásica imperante.

### Interno
En el interior, la planta es de cruz latina dividida en tres naves por columnas. Las naves laterales albergan tres capillas con otros tantos altares cada una. Transepto con capillas en los extremos de cada brazo, ábsides menores, presbiterio elevado y balaustrada.

## Obras
- Siglo XVII, Pasión de Jesús de Nazaret, ciclo de seis cuadros, obras de Giuseppe Felici . Documentada en la iglesia de Sant'Alberto, la colección procede del Oratorio del Colegio de los Jesuitas.[6]
- Siglo XVIII, San Giuseppe y San Lorenzo sobre temas de la Purificación de las Almas, pinturas gouache, obras documentadas en el presbiterio de Domenico La Bruna.[7]
- Siglo XVIII, San Cayetano contemplando la humanidad de Jesucristo, pintura, obra documentada de Giuseppe Felice.[8]
- Madre Pietà dei Massari, obra conservada en el ábside derecho.